# Android Eclair

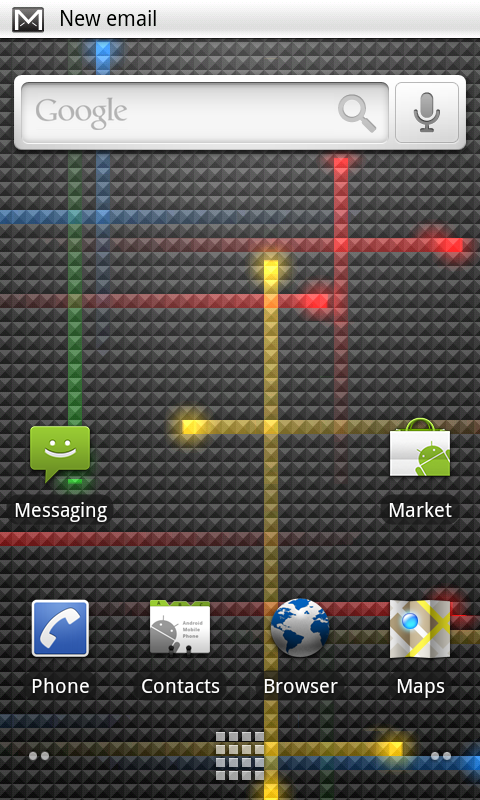
Android 2.1 auf einem Google Nexus One

Android Eclair ist der Codename der Versionen 2.0 und 2.1 des von Google entwickelten mobilen Betriebssystems Android. Das am 26. Oktober 2009 vorgestellte Android 2.1 baut auf den wesentlichen Änderungen von Android Donut auf.

## Funktionen
Der Standard-Startbildschirm von Eclair zeigt eine durchgängige Google-Suchleiste am oberen Bildschirmrand. Die Kamera-App wurde ebenfalls neu gestaltet und bietet zahlreiche neue Kamerafunktionen, darunter Blitzunterstützung, Digitalzoom, Szenenmodus, Weißabgleich, Farbeffekt und Makrofokus. Die Fotogalerie-App enthält außerdem grundlegende Werkzeuge zur Bildbearbeitung. In dieser Version wurden auch Live-Hintergrundbilder hinzugefügt, die die Animation von Hintergrundbildern auf dem Startbildschirm ermöglichen, um Bewegungen zu zeigen. Zum ersten Mal wurde die Spracheingabe eingeführt, die die Komma-Taste ersetzte.